# Переменные типа Лямбды Эридана
Переме́нные ти́па Ля́мбды Эрида́на — Be-звезды, которые показывают очень маленькие, но исключительно регулярные вариации яркости с периодом от 0,4 до 2 дней, что может быть вызвано комплексом причин: пульсациями или вращением и звёздными пятнами. Примером подобной звезды является Ахернар.
Прототипом данного типа звёзд является Лямбда Эридана.